# The Gift (셰인 오로크의 음반)
《The Gift》는 셰인(Shayne Orok)의 첫 번째 미니 음반이다.

## 앨범소개
2011년12월6일 공개된 셰인의 첫 미니앨범 ‘The Gift’는 셰인이 그동안 한국 팬들에게 받은 사랑에 보답한다는 의미에서 만들어진 것으로, 선물하고 싶은 마음을 5곡의 트랙에 담았다. 타이틀곡 ‘처음 해 본 사랑’은 드라마 ‘겨울연가’, ‘프라하의 연인’ 및 박완규, 김경호, 캔 등의 노래를 작곡한 유해준 작곡가가 셰인을 위해 특별히 만든 곡으로 첫사랑의 아픔을 겪은 소년과 성인의 경계선에 서 있는 남자의 마음이 셰인의 감미로운 목소리로 잘 표현된 곡이다. 이외에도 미니 앨범에는 셰인이 직접 작곡한 발라드곡 ‘이야기’를 비롯하여 자신만의 감성으로 재탄생시킨 신승훈의 곡 ‘온도’, 경쾌한 크리스마스 캐롤 ‘Last Christmas’ 등이 수록돼 있다.

## 수록곡
| #  | 제목                            | 작사           | 작곡                 | 편곡           | 재생 시간 |
| -- | ------------------------------- | -------------- | -------------------- | -------------- | --------- |
| 1. | 〈처음 해 본 사랑〉             | 민연재         | 유해준               | 유해준         | 4:39      |
| 2. | 〈온도〉 (원곡 신승훈의 '온도') | 양재선         | 신승훈               | 한승택         | 3:30      |
| 3. | 〈이야기〉                      | Jeggal         | 셰인, 김용신, Jeggal | 김용신, Jeggal | 4:12      |
| 4. | 〈Last Christmas〉              | George Michael | George Michael       | 클랩 보이즈    | 4:26      |
| 5. | 〈처음 해 본 사랑 (Inst.)〉     |                | 유해준               | 유해준         | 4:39      |

## 참조
1. ↑  셰인, 5곡 트랙에 감사한 마음 담아 첫 미니앨범 ‘The Gift’ 발표, 2011년 12월 6일 한국경제